# Eevalanmäki
Eevalanmäki är en kulle i Finland.   Den ligger i den ekonomiska regionen  Kajana ekonomiska region  och landskapet Kajanaland, i den centrala delen av landet, 500 km norr om huvudstaden Helsingfors. Toppen på Eevalanmäki är 181 meter över havet. Eevalanmäki ligger vid sjön Jormasjärvi.
Terrängen runt Eevalanmäki är platt. Runt Eevalanmäki är det mycket glesbefolkat, med 3 invånare per kvadratkilometer. Närmaste större samhälle är Vuokatti, 6,7 km nordost om Eevalanmäki. 